# オ・ジウン
オ・ジウン（오지은、吳知恩、1981年12月30日 - ）は、韓国の女優である。ミスティックストーリー所属。

## 来歴
- 2017年10月22日 2年以上交際していた韓国系アメリカ人一般男性と結婚した。

## 出演

### ドラマ
- 不良家族（2006年、SBS）
- イ・サン（2007年、MBC）
- 憎くてももう一度 2009（2009年、KBS2）
- 怪しい三兄弟（2009年、KBS2）
- 笑ってトンヘ（2010年、KBS1）
- 広開土太王（2011年、KBS1）
- 清潭洞に住んでいます（2011年、JTBC）
- ドラマの帝王（2012年、SBS）
- 鬼見刑事処容（2014年、OCN）
- 願いを言ってみて（2014年、MBC）
- フランス語とそよ風ああ（2016年、MBC）
- 名前のない女（2017年、KBS2）
- 黄金の庭（2019年、MBC）

### 映画
- 私の生涯最悪の男（2007年）
- 双子たち（2007年）
- 素敵な一日（2008年）
- ゴーゴー70（2008年）
- 本当のビョンハンさん（2008年）
- 葬儀のメンバー（2009年）
- 不信地獄（2009年）
- 視線1318（2009年）
- ハウスファミリー（2009年）
- 悲鳴（2009年）
- 平行理論（2010年）

### ミュージック・ビデオ
- ビッグママ「裏切り」（2007年）
- ルビースター「再び来すかと思い」（2008年）
- パク・ジョンホ「あなただけではモトヘヨ」（2008年）
- 蝶「拒否できない」（2009年）
- 火曜飛「麻酔」（2009年）
- ダビチ「今日に限って見たくてそう」（2013年）

### テレビ
- 才能分かち合いプロジェクトDREAM（2011年、tvN）
- ジャングルの法則 in ヒマラヤ（2013年、SBS）
- スタービューティーショー2（2013年、SBS FunE） - 最終回の18回
- 黄金漁場 - ラジオスター（2019年、MBC） - ゲスト出演

### 広告
- 2007年 任天堂、セシ、シュア
- 2008年 マクドナルド
- 2010年 飲酒運転のPSA協議会
- 2011年のフォークバレー
- 2011年 ミーシャ
- 2013年 ヒュオンス感心、エラ雨に

## 受賞歴
- 2007年第6回ミジャンセン短編映画祭《煙部門審査員特別賞》
- 2007年シン・サンオク映画祭《最優秀女性演技賞》
- 2010年KBS演技大賞《女性新人賞》
- 2011年KBS演技大賞《連続ドラマ部門女性優秀演技賞》
- 2012年SBS演技大賞《ミニシリーズ部門女性優秀演技賞》
- 2012年SBS演技大賞《ミニシリーズ部門女性優秀演技賞》
- 2014年MBC演技大賞《連続ドラマ部門女性優秀演技賞》